# Крюкіюс
Крюкіюс (нід. Cruquius, нід. вимова: [ˈkrykijʏs]) — село в нідерландській провінції Північна Голландія. Входить до муніципалітету Гарлеммермер.
Його площа становить 3,64 км², а населення станом на 2021 рік складало 1 040 осіб.

## Галерея

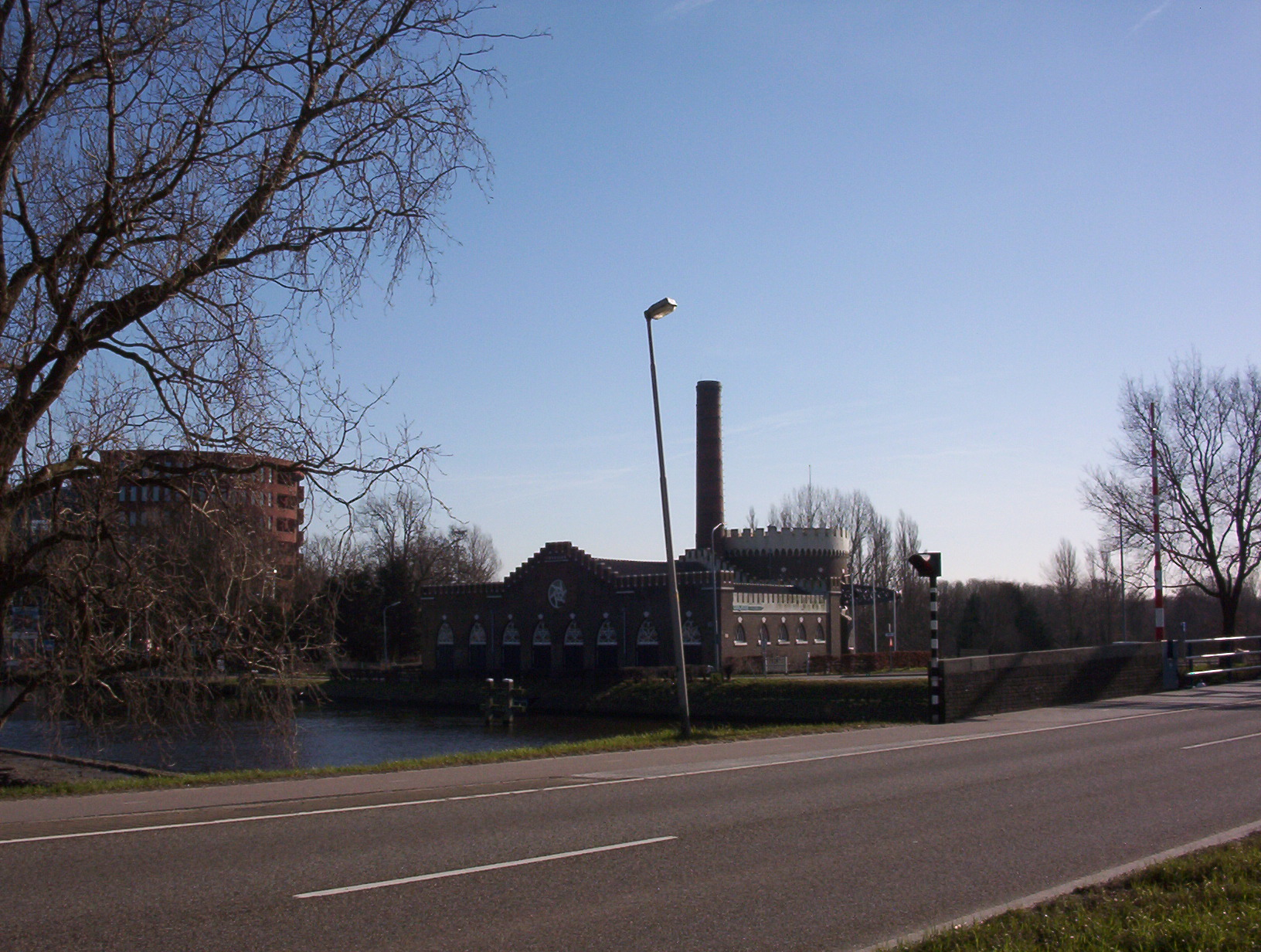
Будівля Музею Крюкіюса
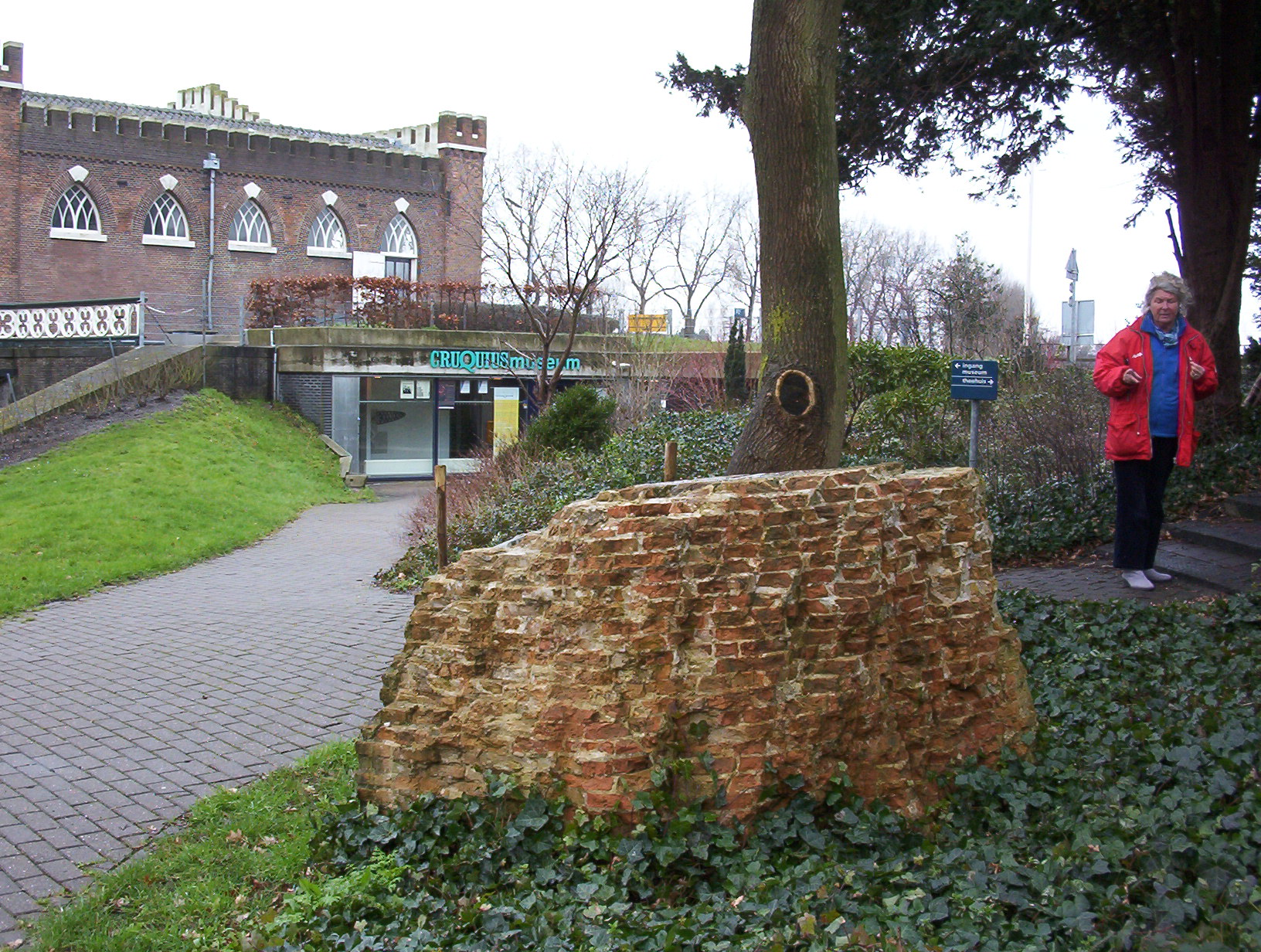
В'їзд до Музею Крюкіюса
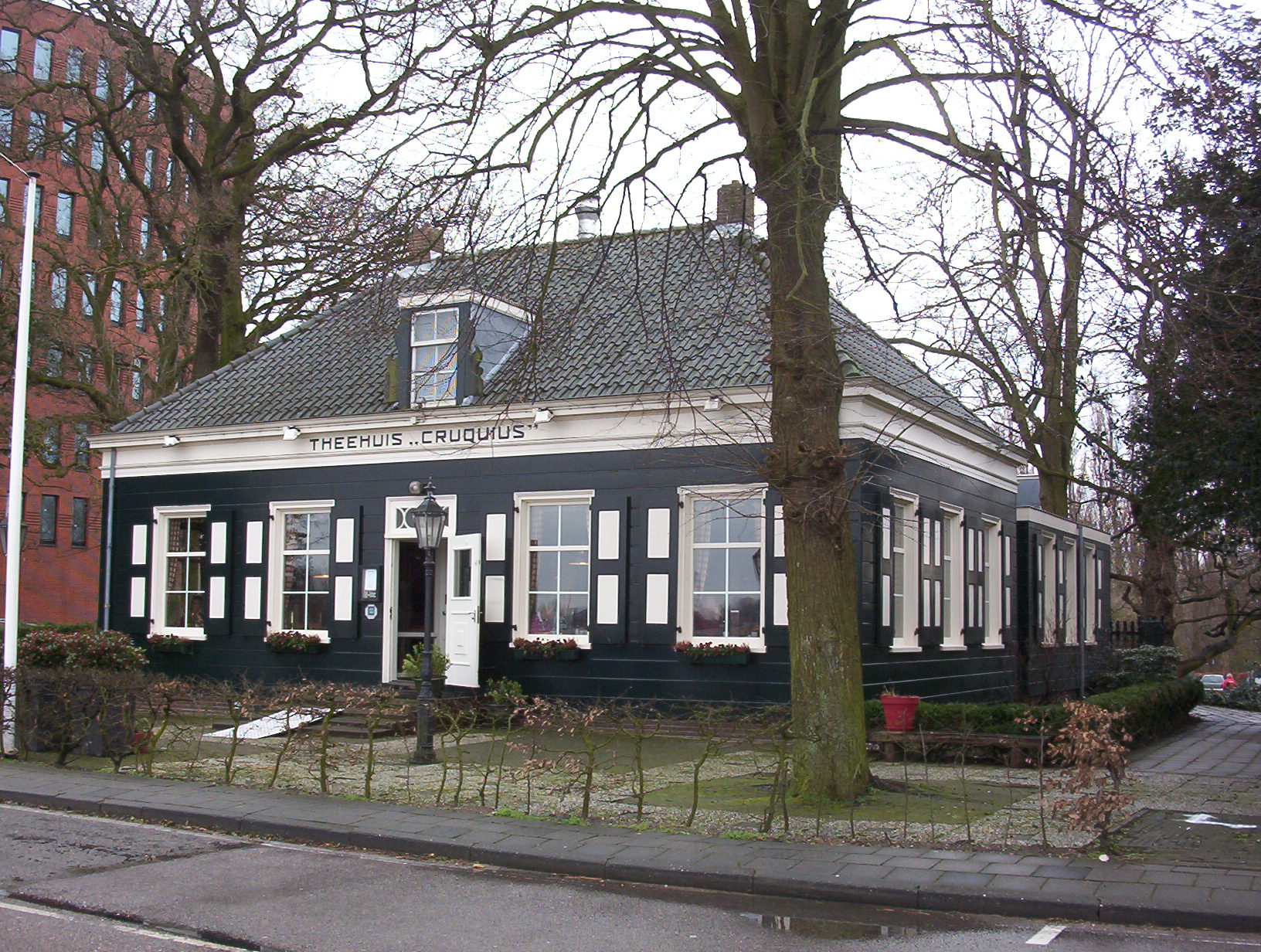
Кафе біля Музею
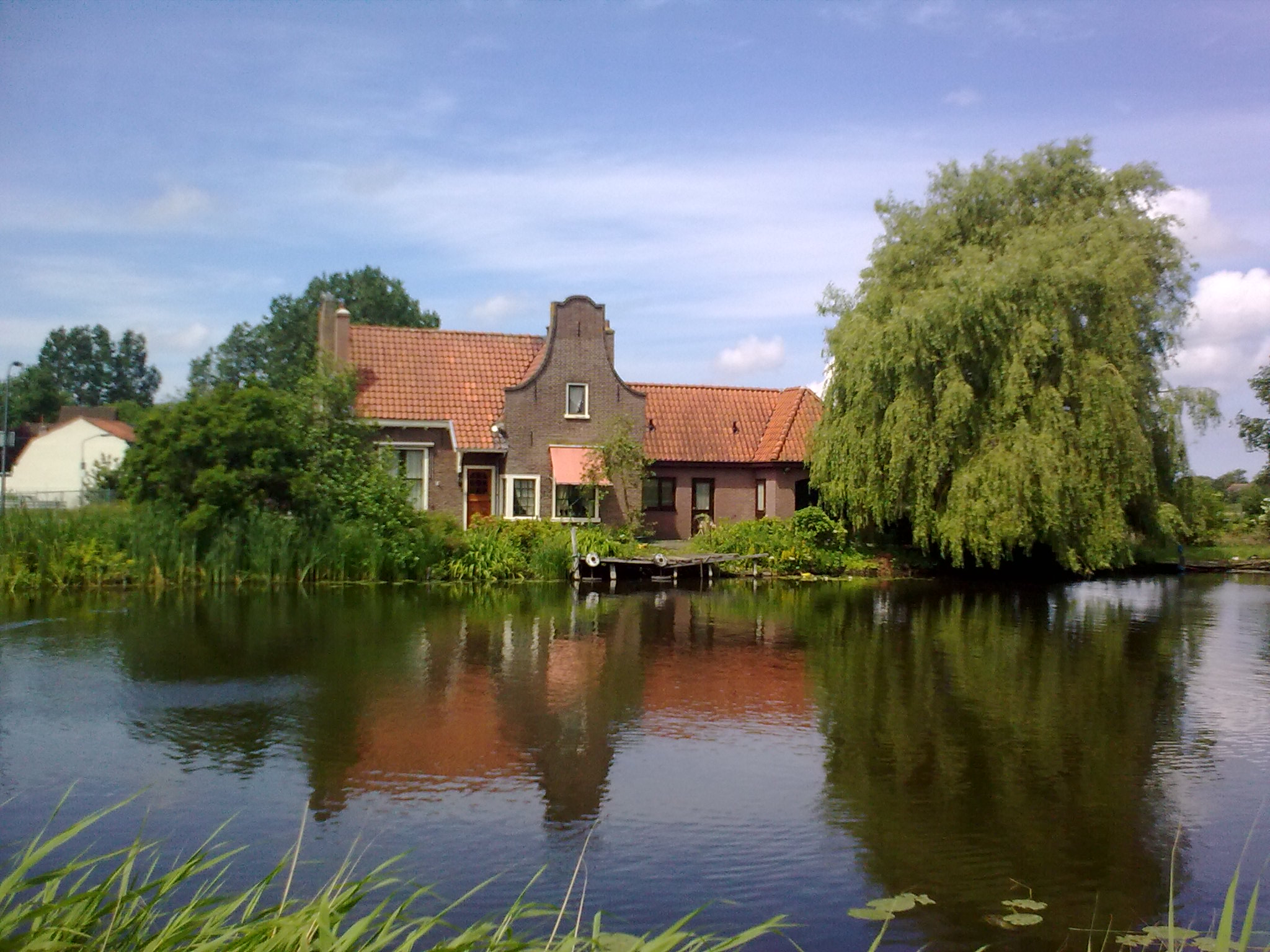
Будинок у селі